# Raoul-Pierre Guéguen
Raoul-Pierre Guéguen, né le 20 juin 1947 à Garlan (Finistère), est un pentathlonien français.

## Biographie
Licencié au Bordeaux EC, il est médaillé de bronze olympique par équipe et sixième en individuel aux Jeux olympiques d'été de 1968 à Mexico. Aux Jeux olympiques d'été de 1972 à Munich, Raoul-Pierre Guéguen se classe à la trentième place de l'épreuve individuelle et septième de l'épreuve par équipe.
Le militaire émigre dans les années 1970 aux États-Unis, puis revient dans son pays natal en créant un nouveau jeu de cartes, le kriss kross.
Il est le frère de Michel Guéguen.